# Leslie Adams
(Harisson) Leslie Adams (Cleveland (Ohio), 30 december 1932) is een Afro-Amerikaanse componist, dirigent, pianist en muziekleraar.

## Levensloop
Adams bezocht de openbare lagere school in zijn geboortestad Cleveland. In zijn jonge jaren kreeg hij muzieklessen van Dorothy Smith en Mina Eichenbaum. Aan de Glenville High School kreeg hij zanglessen bij John Howard Tucker. Hij studeerde aanvankelijk aan het Oberlin Conservatory of Music in Oberlin (Ohio) onder andere compositie bij Herbert Elwell en Joseph Wood, zang bij Robert Fountain en piano bij Emil Danenberg. Zijn Bachelor of Music behaalde hij in 1955. Vervolgens studeerde hij aan hetzelfde conservatorium tot 1959 compositie bij Robert Starer en tot 1960 bij Vittorio Giannini. Daarna studeerde hij aan de California State University - Long Beach bij Leon Dallin en behaalde daar zijn Master of Music in 1967. Zijn studies voltooide hij aan de Ohio State University in Columbus: onder andere compositie bij Marshall Barnes van 1968 tot 1973. Hij promoveerde tot Ph.D. (Philosophiæ Doctor) in 1973. Aansluitend studeerde hij nog van 1978 tot 1983 orkestratie bij Edward Mattila, Eugene O'Brien en Marcel Dick.
In New York was hij eerst pianobegeleider bij verschillende ballet- en dansgezelschappen. In 1964 en 1965 was hij tweede directeur van het Karamu House in Cleveland (Ohio), waar hij in 1979 en 1980 ook composer-in-residence was. In 1968 was hij assistent-professor in muziek aan de Florida A & M University te Tallahassee en van 1970 tot 1978 geassocieerde professor in muziek aan de Universiteit van Kansas in Lawrence. Tegelijkertijd was hij hier directeur van het gemengd koor van de universiteit. In het begin van de jaren 80 was hij muziekleraar aan verschillende openbare scholen in Cleveland (Ohio) (Cuyahoga Community College en Cleveland Music School Settlement).
In 1980 heeft hij een eigen bedrijf opgericht, Cleveland, Ohio, Accord Associates. In 1997 werd hij voorzitter van Cleveland, Ohio, Creative Arts.
Als componist schreef hij werken voor verschillende genres.

## Composities

### Werken voor orkest
- 1964 CitiScape (Concerto), voor piano en orkest
- 1966 rev.1976 Concerto, voor piano en orkest piano
  1. Allegro moderato
  2. Largo
  3. Allegro
- 1979 rev.1983 Ode to Life
- 1982 Symphony No. 1
- 1990 Love Expressions, voor kamerorkest
- 1994 Western Adventure, voor orkest
  1. Cowboy’s race across the plains
  2. Past an Indian village
  3. The grand cattle roundup

### Cantates
- 1984 Cantata no. 1 - to the memory of Dr. Martin Luther King, voor gemengd koor en kamerorkest - première: 19 januari 1986, Minneapolis, University of Minnesota, Northup Memorial Auditorium - tekst: Daniel Ma, "The righteous man"
  1. Invocation; Blessed is the man
  2. Lamentation; Look long upon his dying
  3. Exaltation; Rise, rise O whirling, flaming sun
  4. Benediction; Look long upon his living face

### Muziektheater

#### Opera's
| Voltooid in | titel  | aktes   | première                                                                 | libretto                                                     |
| ----------- | ------ | ------- | ------------------------------------------------------------------------ | ------------------------------------------------------------ |
| 1986        | Blake  | 4 aktes | 24 oktober 1997, Baltimore, Brown Memorial Woodbrook Presbyterian Church | Daniel E. Mayers, naar het verhaal "Blake" van Martin Delany |
|             | Slaves |         |                                                                          |                                                              |

#### Balletten
| Voltooid in   | titel            | aktes    | première                                      | libretto       | choreografie  |
| ------------- | ---------------- | -------- | --------------------------------------------- | -------------- | ------------- |
| 1954 rev.1973 | A Kiss in Xanadu | 3 scènes | 4 april 1954, Oberlin (Ohio), Hall Auditorium | Richard McPhee | Marilyn Adams |

#### Schouwspeel
- 1955 The Congo, voor lezers, sprekende groep en slagwerk
- 1965 All the way, incidentele muziek voor kamerorkest - tekst: Tad Mosel

### Werken voor koren
- 1953 7 Amen choral responses, voor gemengd koor
- 1969 Hosanna to the Son of David, voor gemengd koor en piano - tekst: uit de Bijbel
- 1969 Love Song, voor gemengd koor en piano - tekst: Langston Hughes
- 1969 Madrigal, voor gemengd koor - tekst: T. Aldrich, "Take them and keep them"
- 1969 Psalm 121 - I will lift up mine eyes, voor gemengd koor en gemengd solo kwartet
- 1970 There Was an Old Man, voor gemengd koor en piano - tekst: Edward Lear
- 1973 Under the Greenwood Tree, vanuit "As You Like It" voor gemengd koor - tekst: William Shakespeare
- 1973 Tall tales, voor gemengd koor en piano - tekst: Edward Lear
- 1974 Man's Presence--A Song of Ecology, voor tweestemmig kinderkoor en piano
- 1974 Night song, voor gemengd koor
- 1984 Remembering, Rejoicing, voor gemengd koor en piano
- 1991 A Christmas wish, voor achtstemmig gemengd koor
- 1993 Christmas Lullaby, voor kinderkoor en orkest
- 1997 Hymn to All Nations, voor gemengd koor en piano
- Harlem love songs, voor gemengd koor en piano - tekst: Langston Hughes

### Vocale muziek
- 1951 Break, break, break, voor lage stem en piano
- 1951 Of man’s first disobedience, voor lage stem en piano
- 1952 Asperges me, voor sopraan, alt, tenor, bas, achtstemmig gemengd koor en orgel
- 1953 On the sea, voor lage stem en piano
- 1960 5 Millay songs (Songs of love and likelihood), voor hoge stem en piano - tekst: Edna St. Vincent Millay
  1. Wild swans
  2. Branch by branch
  3. For you there is no song
  4. The return from town
  5. Gone again is summer the lovely
- 1961 A white road, voor lage stem en piano
- 1961 Nightsongs - 6 Songs on texts by Afro-American poets, Afro-American songs voor hoge stem en piano
  1. Prayer - tekst: Langston Hughes
  2. Drums of tragedy (original title: Fantasy in purple) - tekst: Langston Hughes
  3. The heart of a woman - tekst: Georgia Douglas Johnson
  4. Night song - tekst: Clarissa Scott Delany
  5. Sence you went away - tekst: James Weldon Johnson
  6. Creole girl - tekst: Leslie Morgan Collins
- 1969 Psalm 23 - The Lord is my shepherd, voor bariton solo en gemengd koor
- 1981 Dunbar Songs, voor sopraan en kamerorkest - tekst: Paul Laurence Dunbar
  1. The meadow lark
  2. He gave me a rose
  3. The valse
- 1989 Hymn to Freedom, voor sopraan, tenor en bariton en kamerorkest - tekst: Paul Laurence Dunbar
  1. When storms arise
  2. Lead gently, Lord
- 1990 Love memory, voor hoge of middenstem en piano - tekst: Paul Laurence Dunbar
- 1993 Flying, voor hoge of middenstem en piano - tekst: Joette McDonald
- 1994 Daybirth, voor middenstem en piano - tekst: Joette McDonald
  1. Anniversary song
  2. Daybirth
  3. Flying
  4. From a hotel room
  5. Love request
  6. Lullaby eternal
  7. Midas, poor Midas
  8. Song of thanks
  9. Song of the innkeeper’s children
  10. Song to the baby Jesus
- Love come and gone, voor hoge stem en piano

### Kamermuziek
- 1951 Sarabande, voor strijkkwartet
- 1952 Pastorale, voor viool en piano
- 1953 Intermezzo, voor viool en piano
- 1960 Sonata "Empire sonata", voor hoorn en piano
- 1961 Sonata, voor viool en piano
- 1965 rev.1974 Sonata, voor cello en piano
- 1975 Kwartet voor vier trombones
- 1983 Night song, voor dwarsfluit en harp
- 2003 Strijkkwartet
- Aria, voor cello en piano

### Werken voor orgel
- 1978 Prelude and Fugue
- 1991 Offering of Love
- Infinitas

### Werken voor piano
- 1951 4 Pieces
  1. A Spanish caprice
  2. By the brookside
  3. Waltz
  4. Sad story
- 1961 Contrasts
- 1961 Three Piano Preludes
- Twenty-Six Etudes